# Roberto Chiappa
Roberto Chiappa (ur. 11 września 1973 w Terni) – włoski kolarz torowy, dwukrotny medalista mistrzostw świata.

## Kariera
Pierwszym sukcesem w karierze Roberto Chiappy było zdobycie brązowego medalu mistrzostw świata juniorów w sprincie indywidualnym w 1990 roku. W tej samej kategorii wiekowej rok później był już najlepszy. W 1992 roku wystąpił na igrzyskach olimpijskich w Barcelonie, gdzie w tej konkurencji był czwarty, przegrywając walkę o brązowy medal z Curtem Harnettem z Kanady. Na mistrzostwach świata w Hamar w 1993 roku wspólnie z Federico Parisem zdobył złoty medal w wyścigu tandemów, a na mistrzostwach świata w Palermo w 1994 roku Włosi w tym samym składzie zajęli trzecie miejsce. Startował także w sprincie na igrzyskach w Atlancie w 1996 roku i cztery lata później, podczas igrzysk w Sydney, ale odpadał w eliminacjach. W 2008 roku brał udział w igrzyskach olimpijskich w Pekinie, gdzie był dziesiąty w sprincie, a rywalizację w keirinie zakończył na 25. pozycji. Ponadto Chiappa jest wielokrotnym medalistą mistrzostw Włoch.